# Karakuły

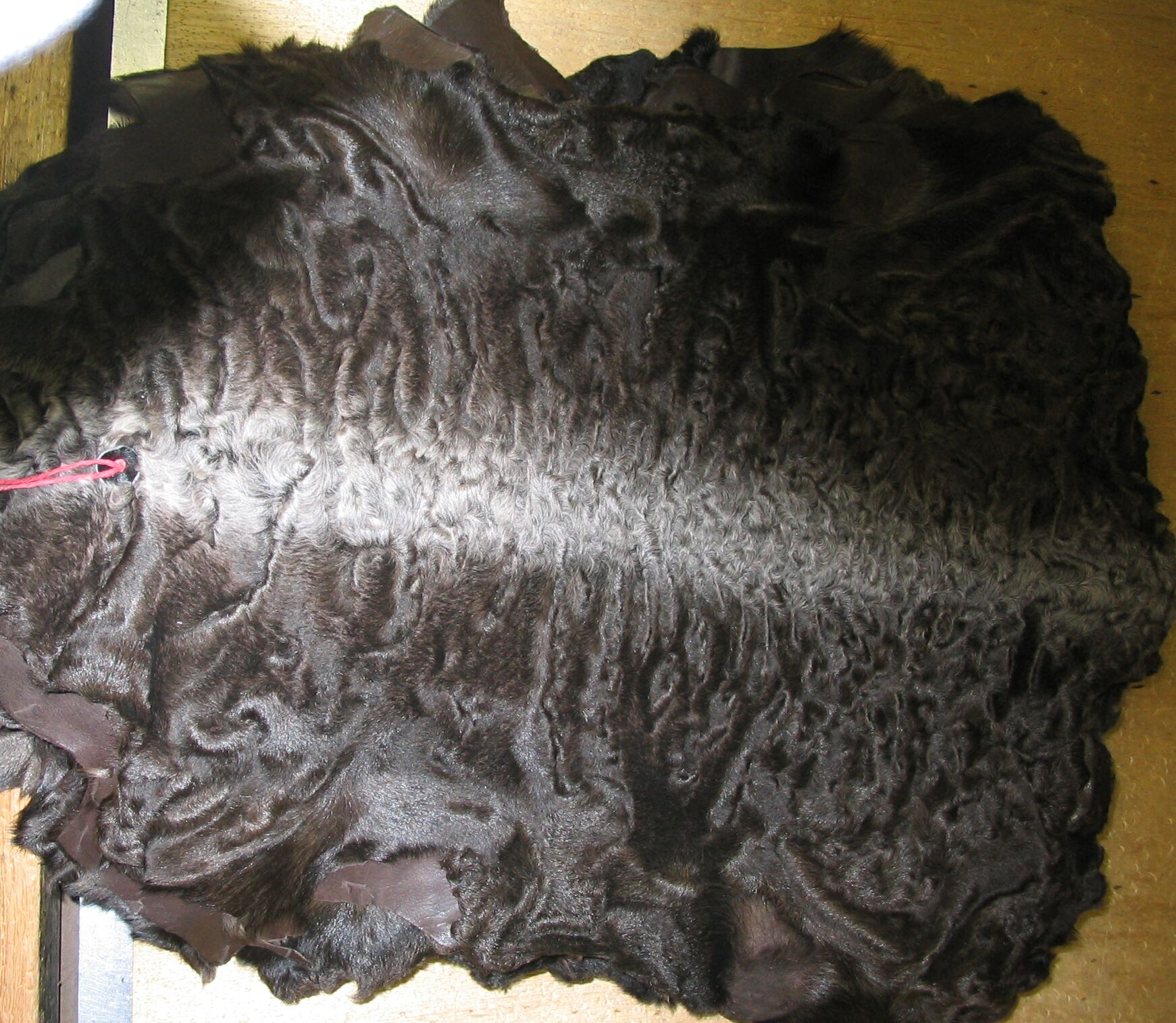
Skóra z jagnięcia rasy karakuł

Karakuły — używana w futrzarstwie nazwa skór lub futer z jagniąt owiec rasy karakuł pozyskanych z jagniąt zabijanych zwykle około 1-5 dnia życia (skórka taka nazywana jest smuszka) lub pochodzących z wywołanego sztucznie poronienia. Im wcześniejsze poronienie, tym bardziej skręcony włos. Już kilka dni po porodzie lok rozprostowuje się i siwieje.
Najtańsze i najczęściej spotykane są czarne karakuły, następnie brązowe, a najdroższe szare. Są one najrzadziej spotykane, występowanie takiego ubarwienia uwarunkowane jest obecnością genu semiletalnego, co sprawia, że homozygota pada po kilku miesiącach.
Moda na karakuły przywędrowała wraz z ludami zamieszkującymi dzisiejszy Turkmenistan, Uzbekistan, Afganistan, Kazachstan i Iran. W armiach z tamtych regionów czapki zimowe dla wysokich rangą oficerów wykonywane były z karakułów.